# Babiogórski Ośrodek Historii Turystyki Górskiej na Markowych Szczawinach
Babiogórski Ośrodek Historii Turystyki Górskiej na Markowych Szczawinach – placówka muzealna Polskiego Towarzystwa Turystyczno-Krajoznawczego z ekspozycją poświęconą historii turystyki górskiej w rejonie Babiej Góry, położone na polanie Markowe Szczawiny w Beskidzie Żywieckim, w granicach administracyjnych Zawoi. Ośrodek położony jest w sąsiedztwie schroniska PTTK na Markowych Szczawinach.
Placówka powstała w 1966 z inicjatywy Edwarda Moskały. Był to pierwszy z ośrodków muzealnych poświęconych turystyce górskiej. Jego siedzibą była dawna drewniana szopa gospodarcza, przebudowana na kształt pierwszego schroniska. Oprócz pamiątek turystycznych istotną część zajmują zbiory biograficzne poświęcone Hugonowi Zapałowiczowi oraz Kazimierzowi Sosnowskiemu. W 2011 ekspozycję przeniesiono do budynku dawnej GOPR-ówki. W starej siedzibie placówki planowane jest stworzenie ekspozycji poświęconej turystyce wysokogórskiej.
Obecna nazwa ośrodka została nadana uchwałą Komisji Turystyki Górskiej Zarządu Głównego PTTK z 6 czerwca 2016.
Muzeum jest czynne codziennie, klucz pobiera się w bufecie schroniska.

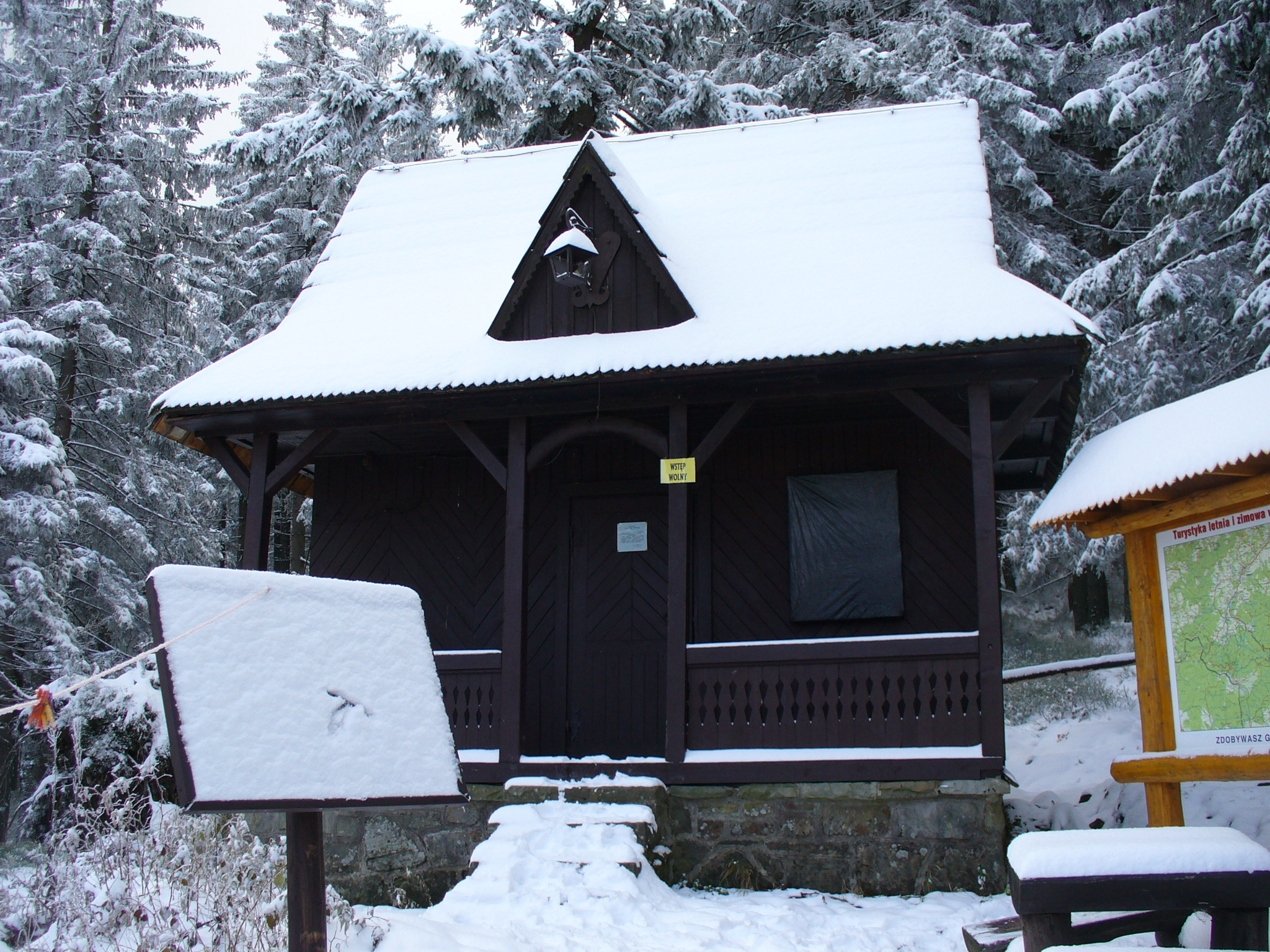
Dawna siedziba muzeum